# Anastrangalia
Genre
Anastrangalia est un genre d'insectes coléoptères appartenant à la famille des cérambycidés.

## Liste d'espèces
Selon Fauna Europaea (13 juillet 2013) :
- Anastrangalia dubia
- Anastrangalia montana
- Anastrangalia reyi
- Anastrangalia sanguinolenta

Selon ITIS :
- Anastrangalia haldemani (Casey, 1891)
- Anastrangalia laetifica (LeConte, 1859)
- Anastrangalia sanguinea (LeConte, 1859)

Selon Catalogue of Life (7 oct. 2012) :
- Anastrangalia dissimilis
- Anastrangalia dubia
- Anastrangalia haldemani
- Anastrangalia hirayamai
- Anastrangalia kasaharai
- Anastrangalia laetifica
- Anastrangalia lavinia
- Anastrangalia montana
- Anastrangalia renardi
- Anastrangalia reyi
- Anastrangalia rubriola
- Anastrangalia sanguinea
- Anastrangalia sanguinolenta
- Anastrangalia scotodes
- Anastrangalia sequensi